# Vacaville
Vacaville är en stad (city) i Solano County, i delstaten Kalifornien, USA. Enligt United States Census Bureau har staden en folkmängd på 93 088 invånare (2011) och en landarea på 73,5 km².
I den södra delen av staden ligger de delstatliga fängelserna California Medical Facility och California State Prison, Solano.

## Kända Personer
Tony Gonsolin - Basebollspelare